# Betegh Miklós
Csíktusnádi Betegh Miklós (Nagybánya, 1868. január 10. – Nagyvárad, 1945. április 19.) erdélyi magyar jogász, politikus, emlékíró, Torda-Aranyos vármegye főispánja, császári és királyi titkos tanácsos. Az első világháború kitörését követően 1916-ig Erdély, majd 1916 és 1917 között Erdély és a Bánát kormánybiztosa.

## Életútja
Az erdélyi Betegh család leszármazottja. 1868-ban született Nagybányán Betegh Sándor és Váradi-Szakmáry Ilona három gyermeke közül a másodikként. Egy ősi székely nemesi család, a csíktusnádi Betegh család sarja volt, őse, Betegh Benedek nyerte el a lófőséget 1656. július 7-én, a nemesi címet Betegh Jánosnak és fiának, Ferencnek 1742. augusztus 7-én adományozta Mária Terézia.
Miklós Kolozsváron és Budapesten végzett jogi és politikai tanulmányokat, majd több éven keresztül Torda-Aranyos vármegye alispáni tisztségét töltötte be. 1897-ben Aradon összeházasodott Vásárhelyi Máriával, házasságukból három gyermek született: Tamás (1898-1945), Sándor (1899) és Gábor (1900/01-1967). Tisza István miniszterelnök 1905-ös leköszönését követően otthagyta az alispáni széket és birtokainak művelésére és fejlesztésére irányította figyelmét. 1910-től Torda-Aranyos vármegye főispánja. A vármegyei közigazgatásban betöltött pozícióiban igyekezett lobbizni több, a vármegye és város gazdasági életét közvetlenül érdeklő, nagy horderejű kérdés érdekében, mint például a sármási földgáz kiaknázása, vagy a Tordát és Kolozsvárt közvetlenül összekötő vasúti vonal megépítése.
Az első világháború 1914-es kitörését követően – mint Tisza István bizalmasa – Sándor János belügyminiszter hívására Pestre utazott, ahol a miniszter felkérésére elvállalta Erdély kormánybiztosi tisztségét.  Székhelye Nagyszebenben volt, majd miután az itteni csapatok a frontra vonultak, 1914 szeptemberében a kormánnyal és a nagyszebeni katonai parancsnoksággal egyeztetve székhelyét Tordára tette át. 1916-ban a többi kormánybiztossal együtt felmentették hivatalából abból az indokból, hogy „a harcterek mindenütt eltolódtak az ország határától”, tehát ezen hivatalok elvesztették jelentőségüket. Felmentésével párhuzamosan érdemei elismeréséül az uralkodótól megkapta a Magyar Királyi Szent István-rend kiskeresztjét.  Egy hónappal később Tisza hívására ismét kinevezték Erdély (a XII. hadtest), továbbá a Bánság (VII. hadtest) kormánybiztosává, kinevezése valószínűleg összefüggött a várt román betörés veszélyével. Kormánybiztosi kinevezésével párhuzamosan Erdélyben újraszervezték az 1. hadsereget, melynek a teljes, 670 kilométeres erdélyi határszakasz védelmét kellett volna ellátnia, azonban az Arthur Arz von Straussenburg vezette hadsereg rendelkezésére álló erő (34 ezer katona és 76 löveg) rendkívül csekély volt erre a feladatra.
A román offenzíva 1916. augusztus 27-i megindulását követően Betegh részt vett a határ menti vármegyék evakuálásának megszervezésében. A hadvezetőség és a kormány megállapodása alapján elrendelték, hogy kizárólag a hadianyag és a fegyverfogásra alkalmas lakosságot evakuálják a térségből, őket is kizárólag a határ menti vármegyékből, „a lakosságnak fegyvert nem fogható része és a harcászati célokat nem szolgáló egyéb anyag azonban ne mozdíttassék”. Ennek ellenére a román előrenyomulással párhuzamosan hatalmas menekülthullám indult el nyugati irányba nemcsak a határ menti, hanem a betöréstől védettebb belső területek irányából is, mely igénybe vette a vasúthálózatot, akadályozva a katonák frontra való szállítását. Az evakuálás feladatának levezénylése mellett Betegh igyekezett ellenállni a hadvezetőség azon szándékával szemben, hogy az erdélyi román értelmiséget kollektív módon internálótáborokba zárassák.
Betegh feladatai ellátására 1916 októberére az alá tartozó személyzet az addigi szerény létszámról huszonöt főre emelkedett, továbbá helyettesévé kinevezték gróf Bánffy Miklóst. A román erők fokozatos kiszorítását követően megkezdte a kárfelmérések és a helyreállítás munkálatait. Törzsével együtt eleinte székhelye is a frontvonallal mozgott. Október közepétől Kolozsvárról Marosvásárhelyre, majd novembertől Székelyudvarhelyre, decembertől Segesvárra, február elején ismét Marosvásárhelyre, majd áprilisban Brassóba költözött.
1917 tavaszára a miniszterelnök Tisza helyzete megrendült és május 23-án az uralkodó kérésére benyújtotta lemondását. Távozásával Betegh is hamarosan kénytelen volt pozíciójából lemondani, mely helyzettel maga is tisztában volt. 1917. június 19-én gróf Bethlen Balázs és Nyegre László kormánybiztosokkal együtt fölmentette az uralkodó, IV. Károly a beosztásából. Néhány nappal később a király belső titkos tanácsosi címet adományozott számára. 1918 után az Erdélyi Római Katolikus Népszövetség elnöke. Erdély a háborúban c. emlékirata (Dicsőszentmárton, 1924) főként a közigazgatási és katonai szervek bírálata szempontjából érdekes. A romániai Országos Magyar Párt (OMP) 1930. október 26-án Szatmárnémetben megtartott ötödik országos nagygyűlésén a párt intéző bizottságának tagja lett, a tisztséget a párt 1938-as betiltásáig betöltötte.
1945. április 19-én halt meg Nagyváradon.

## Kitüntetései, elismerései
- Magyar Királyi Szent István-rend kiskeresztje (1916)[13]
- császári és királyi titkos tanácsos (1917)[28]
- Polgári Hadi Érdemkereszt[6]

## Művei
- Erdély a háborúban - Néhány erdélyi adat az 1914-1917. évek történetéhez. Erzsébet Könyvnyomda RT. Dicsőszentmárton. 1924.
- Az iskola hivatása. megj. Öreg diák visszanéz... Minerva Irodalmi és Nyomdai Müintézete. Kolozsvár. 1926. [30]